# Szojuz TM–18
Szojuz TM–18 (Szojuz –7K–SZTM) orosz háromszemélyes szállító űrhajó.

## Küldetés
Váltólegénységet szállított a hosszútávú szolgálat folytatásához.

## Jellemzői
Tervezte a GKB (oroszul: Головное контрукторское бюро – ГКБ). Gyártotta az RKK Enyergija (oroszul: РКК «Энергия»). Üzemeltette (oroszul: Центральный научно-исследовательский институт машиностроения – ЦНИИМаш).
1994. január 8-án a bajkonuri űrrepülőtér indítóállomásról egy Szojuz–U2 juttatta Föld körüli, közeli körpályára. Hasznos terhe 7150 kilogramm, teljes hossza 6,98 méter, maximális átmérője 2,72 méter. Két nap múlva január 10-én  dokkoltak a Mir-űrállomással. Az orbitális egység pályája 90,1 perces, 51,6 fokos hajlásszögű, elliptikus pálya-perigeuma 244 kilométer, apogeuma 335 kilométer volt.
Kutatási feladataik közé tartozott az étrend, a szervezet működésének ellenőrzése, orvosbiológiai kísérletek. A kalcium kiürülésének sebességét a vákuumnadrág segítségével jelentősen lassították. Anyagvizsgálatok és anyagelőállítások is részei voltak programjuknak. További programrészek: Föld-kutatás, asztrofizika és a biotechnológia. Teszteltek egy új kamerarendszert, ami a dokkoló űregységek pozíciójának meghatározását, navigációjának ellenőrzését biztosította.
1994. július 9-én Arkalik (oroszul: Арқалық)  városától 110 kilométerre északra, hagyományos – ejtőernyős – leereszkedési  technikával  ért Földet. Összesen 18 napot, 00 órát, 27 percet és 01 másodpercet töltött a világűrben. Föld körüli fordulatainak száma 2839.

## Személyzet
- Viktor Mihajlovics Afanaszjev kutatásért felelős parancsnok
- Jurij Vlagyimirovics Uszacsov fedélzeti mérnök
- Valerij Vlagyimirovics Poljakov kutatóűrhajós

### Tartalék személyzet
- Jurij Ivanovics Malencsenko kutatásért felelős parancsnok
- Talgat Amankeldiuli Muszabajev fedélzeti mérnök
- German Szemjonovics Arzamazov kutatóűrhajós